# Andrej Kunizki
Andrej Kunizki (belarussisch Андрэй Куніцкі; * 2. Juli 1984 in Hrodna) ist ein belarussischer Radrennfahrer.
2004 gewann Andrej Kunizki den Chrono Champenois – Trophée Européen. Ab Herbst 2006 fuhr er bei dem italienischen Professional Continental Team Acqua e Sapone als Stagiaire. Im gleichen Jahr nahm er zusammen mit seinem Landsmann Branislau Samojlau an den Straßen-Radweltmeisterschaften in Salzburg teil. Im Zeitfahren der U23-Klasse belegte er den 16. Platz, im Straßenrennen der Nachwuchskräfte wurde er 63.
2007 startete Kunizki beim Giro d’Italia und beendete die Rundfahrt auf Platz 85 der Gesamtwertung. 2007 sowie 2008 wurde er nationaler Meister im Einzelzeitfahren; 2008 entschied er zudem eine Etappe der Burgos-Rundfahrt für sich.  2010 beendete er seine Radsportlaufbahn.

## Erfolge
2004
- Chrono Champenois – Trophée Européen

2007
- Belarussischer Meister – Einzelzeitfahren

2008
- Belarussischer Meister – Einzelzeitfahren
- eine Etappe Burgos-Rundfahrt

## Teams
- 2007 Acqua & Sapone
- 2008 Acqua & Sapone
- 2009 Amica Chips-Knauf (bis 2. Juni)
- 2009 Quick Step (ab 3. Juni)
- 2010 Quick Step